# Rudolf von Merkl
Freiherr Rudolf von Merkl (28 de marzo de 1831-22 de enero de 1911) fue un general del Ejército austrohúngaro y brevemente sirvió como Ministro de Guerra Imperial y Real en 1893.
Merkl nació en Viena en 1831 e ingresó en el ejército en 1849. Sirvió como oficial del estado mayor en Lombardía-Venecia durante la guerra austro-prusiana de 1866. A partir de 1872, lideró la 5.ª división del ministerio de guerra, donde fue responsable de la preparación de la campaña austrohúngara en Bosnia y Herzegovina de 1878.
Entre 1885 y 1888, Merkl sirvió como jefe de sección en el ministerio de guerra y fue ministro de guerra interino entre el 5 de agosto y el 23 de septiembre de 1893, tras la repentina muerte de Ferdinand von Bauer. Se retiró del servicio en 1899 y murió en Viena en 1911.